# Кућа народног хероја Живана Маричића
Кућа народног хероја Живана Маричића била је једнопросторна ниска брвнара у којој се родио и живео народни херој Живан Маричић (1911-1943). Саграђена је без прозора и имала је мала неугледна врата. 
Ову кућу у којој је Живан Маричић живео са својом породицом све до почетка рата, откупио је његов брат. Након што се формирао народноослободилачки одред у краљевачком крају, Живан Маричић је постао командир Крушевичке чете Краљевачког партизанског одреда Јово Курсула. Као командир батаљона током Пете непријатељске офанзиве на Златном бору у мају 1943. године Живан бива рањен, да би у јуну исте те године погинуо у Централној болници код Горњег Крушева. Две године касније проглашен је за народног хероја, а поред куће је 1951. године постављен камени стуб са спомен-плочом, са исписаним текстом који потврђује да је у здању рођен и у њему живео Живан Маричић, командант Четвртог краљевачког батаљона.
Кућа Живана Маричића у Жичи више не постоји. Једини видљиви трагови овог здања су темељи који су остали.